# Didi Longuet
Didi Longuet (Amsterdam, 9 maart 1981) is een Nederlands voormalig voetballer die als verdediger en als middenvelder speelde.
Longuet begon met voetballen bij SC Voorland en speelde vanaf 1994 in de jeugd bij Ajax. Hij maakte in 2001 zijn profdebuut op huurbasis bij Haarlem. Hij verruilde in juli 2012 FC Volendam voor JOS Watergraafsmeer. In 1999 kwam hij eenmaal uit voor Nederland -19.

## Clubstatistieken
| Seizoen | Club                | Duels  | Goals  | Competitie     |
| ------- | ------------------- | ------ | ------ | -------------- |
| -2001   | Ajax                | n.v.t. | n.v.t. | Eredivisie     |
| 2001/02 | → Haarlem           | 28     | 4      | Eerste divisie |
| 2002/03 | → Haarlem           | 23     | 1      | Eerste divisie |
| 2003/04 | Ajax                | 0      | 0      | Eredivisie     |
| 2004/05 | RKC Waalwijk        | 3      | 0      | Eredivisie     |
| 2005/06 | RKC Waalwijk        | 4      | 0      | Eredivisie     |
| 2006/07 | FC Dordrecht        | 27     | 0      | Eerste divisie |
| 2007/08 | FC Dordrecht        | 31     | 0      | Eerste divisie |
| 2008/09 | FC Dordrecht        | 21     | 0      | Eerste divisie |
| 2009/10 | FC Dordrecht        | 20     | 0      | Eerste divisie |
| 2010/11 | FC Dordrecht        | 17     | 0      | Eerste divisie |
| 2011/12 | FC Volendam         | -      | -      | Eerste divisie |
| 2012/14 | JOS Watergraafsmeer |        |        | Eerste klasse  |
| Totaal  | Totaal              | ...    | ...    |                |